# Helen Taft
Helen Herron Taft (Cincinnati, 2 giugno 1861 – Washington, 22 maggio 1943) fu la moglie di William Howard Taft, ventisettesimo presidente degli Stati Uniti d'America.

## Biografia
Nata a Cincinnati, nell'Ohio, quarta figlia del giudice John Williamson Herron (1827–1912) ed Harriet Collins-Herron (1833–1901), Hellen Nellie Herron, prima di sposarsi lavorò brevemente come insegnante. Sia suo nonno Ela Collins che suo zio William Collins erano membri del Congresso degli Stati Uniti d'America. Nel 1879 conobbe William Howard Taft, ma i due non si frequentarono mai prima del 1882. Il 19 giugno 1886 la coppia si sposò. I Taft ebbero tre figli: Robert Alphonso Taft (1889–1953), Helen Taft Manning (1891–1987) e Charles Phelps Taft II (1897–1983).
Nel 1909 Taft fu eletto presidente e con la famiglia si trasferì alla Casa Bianca, dove avrebbero vissuto sino alla fine del mandato nel 1913. Tuttavia due mesi dopo l'ingresso alla Casa Bianca, la signora Taft ebbe un ictus, tale da compromettere la sua capacità di parlare. Non si riprese mai completamente, anche se con l'aiuto delle sue sorelle, riuscì comunque ad intrattenere una certa vita sociale. Con la nomina di Taft alla corte suprema, Helen Taft divenne l'unica donna ad essere sia First Lady che moglie di un presidente della corte. Morì il 22 maggio 1943, e fu sepolta accanto al marito presso il Cimitero nazionale di Arlington, privilegio che - unica fra tutte le first lady - la accomuna a Jacqueline Kennedy Onassis.
"Nellie" Taft è stata inoltre la prima first lady a pubblicare le sue memorie.